# Hermana Muerte
Hermana Muerte es una película española de terror sobrenatural original de Netflix del año 2023. Está dirigida por Paco Plaza y con Aria Bedmar como principal protagonista. Es una precuela de la cinta Verónica (2017).

## Argumento
En 1946, en la España de la posguerra, Narcisa (Aria Bedmar), una joven novicia con poderes sobrenaturales, empieza a trabajar de profesora en un antiguo convento, ahora colegio para niñas. Conforme pasen los días, los extraños sucesos y las situaciones cada vez más inquietantes que la atormentan terminarán por llevarla a desenredar la madeja de secretos que rodean al convento y acechan a sus moradoras.

## Reparto
- Aria Bedmar como Hermana Narcisa
- Maru Valdivielso como Hermana Julia
- Sara Roch como Rosa
- Almudena Amor como Hermana Socorro
- Chelo Vivares como Hermana Sagrario

Con la colaboración especial de
- Consuelo Trujillo como Hermana Muerte
- Sandra Escacena como Verónica Gómez

## Lanzamiento
El filme se preestrenó en el Festival de Cine de Sitges el 5 de octubre de 2023. Posteriormente, se lanzó en la plataforma de streaming Netflix el 27 de octubre.